# Cayambe (vulcão)
Cayambe é um vulcão do Equador, localizado entre as províncias de Pichincha e Napo-Pastaza, com 5790 m de altitude.
Este vulcão está situado na Cordilheira Central ou Real e é o terceiro do país em altitude. Encontra-se extinto há vários séculos. É muito difícil hoje reconhecer a forma da sua cratera.